# Tomb Raider (jeu vidéo, 1996)
Pour les articles homonymes, voir Tomb Raider (homonymie).
Tomb Raider est un jeu vidéo d'action-aventure sorti en 1996, développé par Core Design et édité par Eidos Interactive. Il est le premier opus de la franchise médiatique Tomb Raider. Le jeu est d'abord publié sur Sega Saturn, puis rapidement adapté sur MS-DOS et PlayStation. D'autres versions suivent pour Mac OS, Pocket PC, N-Gage, iOS et Android.
Le jeu suit l'archéologue-aventurière Lara Croft, engagée par la femme d'affaires Jacqueline Natla pour retrouver un artefact. Le système de jeu consiste à explorer des niveaux, tout en combattant des ennemis et résolvant des énigmes pour progresser. Un extension, Unfinished Business, sort en 1997 avec de nouveaux niveaux indépendants. 
Le développement débute en 1994 et dure 18 mois, avec un budget de 440 000 £. Le personnage de Lara s'inspire de plusieurs influences, dont Tank Girl, Indiana Jones et À toute épreuve. La conception en grille 3D, innovant pour l'époque, s'inspire de la structure des tombes égyptiennes. La musique, composée par Nathan McCree, puise son inspiration dans la musique classique anglaise. Annoncé en 1995, le jeu bénéficie d'une importante couverture médiatique par Eidos Interactive. Tomb Raider est salué pour ses graphismes 3D révolutionnaires, ses contrôles et son gameplay. Il remporte plusieurs prix et est considéré comme l'un des meilleurs jeux vidéo de tous les temps. Lara Croft devient une icône culturelle, s'imposant comme l'un des personnages les plus reconnaissables du jeu vidéo.
À la suite de ce succès, de nombreuses suites voient le jour, commençant par Tomb Raider II en 1997. Un remake, Tomb Raider: Anniversary, sort en 2007 et une version remasterisée de Tomb Raider est publiée dans Tomb Raider I–III Remastered en 2024.

## Trame

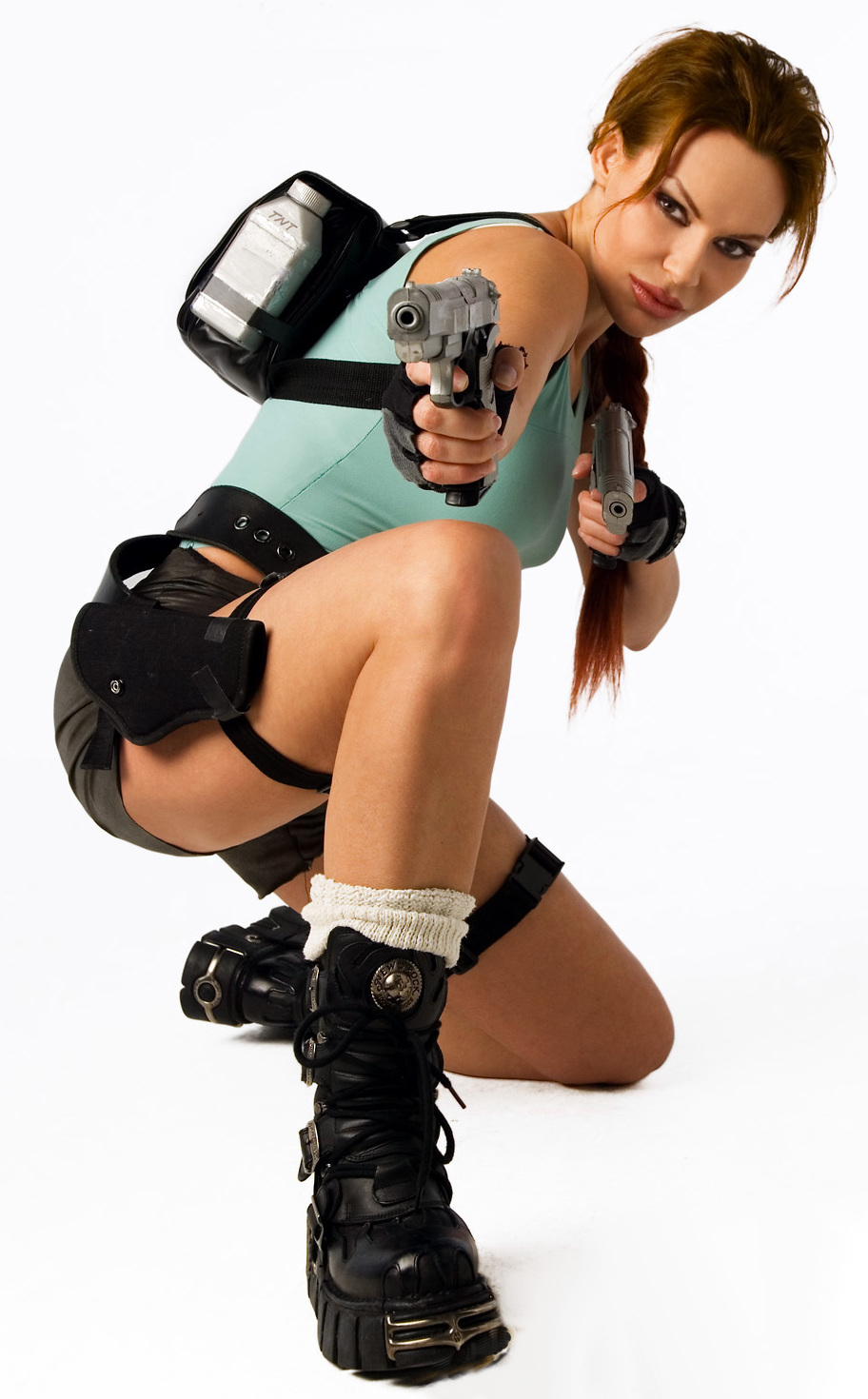
Lara Croft, personnage principal du jeu.

Dans les années 1940, lors d’un essai nucléaire à Los Alamos, au Nouveau-Mexique, une explosion met au jour un mystérieux sarcophage ancien enfoui sous le désert. Lorsque celui-ci s’ouvre, une silhouette humaine en émerge,.
Plusieurs décennies plus tard, en 1996, à Calcutta, l’archéologue-aventurière Lara Croft est approchée par Larson Conway, un homme travaillant pour Jacqueline Natla, la PDG de Natla Technologies. Cette dernière lui propose de retrouver un artefact légendaire, le Scion, caché dans une tombe perdue des montagnes péruviennes. Lara accepte la mission et part en expédition, explorant le village de Vilcabamba et la tombe de Qualopec. Une fois le fragment du Scion en sa possession, Larson tente de la trahir, mais elle le blesse. Il lui révèle alors qu’elle ne détient qu’une partie de l’artefact et qu’un français nommé Pierre Dupont est déjà à la recherche des autres morceaux,.
Comprenant que Natla l’a manipulée, Lara infiltre les bureaux de Natla Technologies et y découvre, grâce à un manuscrit ancien, que le deuxième fragment se trouve en Grèce. Elle se rend alors au monastère St Francis, où elle affronte Pierre Dupont avant de récupérer le second morceau du Scion. En assemblant les deux fragments, elle a une vision fugitive de l’Atlantide, qui lui indique que le dernier morceau se cache en Égypte,.
En Égypte, Lara explore la cité troglodyte de Khamoon et parvient à ouvrir une porte grâce aux deux fragments du Scion. À l’intérieur d’un sphinx gardé par des créatures momifiées, elle affronte Larson une dernière fois et récupère le dernier morceau. Capturée par les hommes de Natla, elle réussit à s’échapper en sautant d’une falaise, puis rejoint en moto le yacht de Natla, où elle s’effondre d’épuisement.
Lorsque le bateau accoste près des ruines de l’Atlantide, Lara plonge vers la cité perdue et affronte une armée de monstres hybrides créés par Natla grâce au pouvoir combiné du Scion et de la pyramide atlante. Au sommet de l’édifice, elle découvre la vérité. Natla est en réalité une ancienne reine d’Atlantide, jadis emprisonnée pour avoir tenté un coup d’État et créé une race monstrueuse dans le but de supplanter l’humanité,.
Lors de leur ultime confrontation, Natla explique son plan avant de tenter d’éliminer Lara. Mais l’archéologue détruit le Scion, provoquant l’effondrement de la pyramide. Après un combat acharné contre Natla, désormais dotée d’ailes et de pouvoirs destructeurs, Lara s’échappe de justesse tandis que l’île entière explose derrière elle,.

## Système de jeu
Tomb Raider est un jeu vidéo d'action-aventure dans lequel le joueur incarne l’archéologue-aventurière Lara Croft, explorant des ruines anciennes et des tombeaux à la recherche d’un artefact légendaire,. Le jeu se divise en quatre zones principales : le Pérou, la Grèce, l’Égypte et le continent perdu de l’Atlantide. Un niveau d’entraînement, situé dans le manoir familial de Lara, est accessible directement depuis le menu principal. Le jeu adopte une perspective à la troisième personne, où Lara reste toujours visible à l’écran. Le joueur dirige Lara Croft dans un environnement en trois dimensions mêlant exploration, phases de plate-formes, résolution d'énigmes et combats aux armes à feu. La caméra suit automatiquement l’action en se centrant sur ses épaules, mais le joueur peut la contrôler manuellement pour observer l’environnement. À certains moments clés, la vue change dynamiquement pour offrir un angle plus large ou un effet cinématique. Sur Sega Saturn et PlayStation, la progression est sauvegardée via des cristaux de sauvegarde dispersés dans les niveaux, tandis que la version PC permet de sauvegarder à tout moment. Si Lara meurt, le joueur doit reprendre depuis sa dernière sauvegarde,.

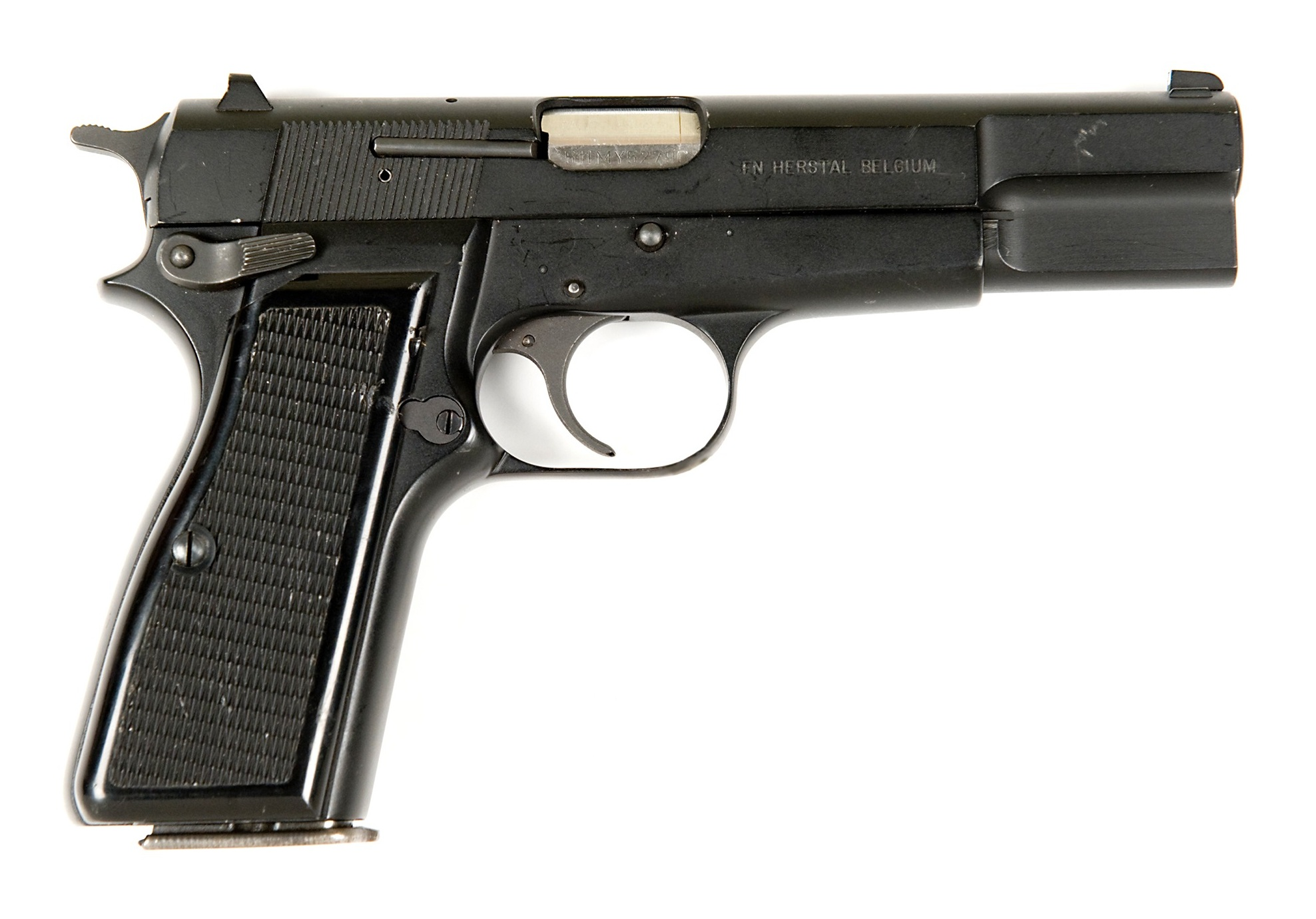
Browning Hi-Power, modèle ayant servi de modèle aux pistolets de Lara.

Le joueur a pour objectif de guider Lara Croft à travers une série de tombeaux et de sites variés à la recherche de trésors et d'artefacts. Le premier opus se détache involontairement de ses successeurs par la place donnée aux ennemis humains qui sont qu'au nombre de six. Durant son exploration, elle doit affronter principalement des animaux sauvages et des créatures tout en récupérant des objets et en résolvant des énigmes. Le jeu met l'accent sur l'exploration, la résolution de puzzles et la maîtrise des déplacements dans les environnements pour progresser dans chaque niveau,. Les mouvements dans le jeu sont variés et permettent des interactions complexes avec l'environnement. Outre les déplacements de base utilisant un système de tank controls, Lara peut marcher, sauter par-dessus des précipices, se déplacer le long des corniches en s'agrippant et nager sous l'eau pendant environ une minute,,. Certaines combinaisons de boutons permettent à Lara d'effectuer des figures particulières comme un équilibre sur les mains à partir d'une position suspendue ou un plongeon élégant,. 
Lara dispose de deux positions fondamentales : une avec les armes dégainées et une autre mains libres. Lorsque ses armes sont sorties, elle verrouille automatiquement sa visée sur les cibles proches. Ce mode de visée l'empêche cependant d'effectuer d'autres actions nécessitant l'usage de ses mains, comme s'accrocher à une corniche pour éviter une chute. Par défaut, elle est équipée de deux pistolets avec des munitions illimitées. D'autres armes sont disponibles, notamment un fusil à pompe, des magnums doubles et des Uzis doubles. Un bouton d'action polyvalent permet d'effectuer divers mouvements : ramasser des objets, actionner des leviers, tirer avec les armes, pousser ou tirer des blocs, et s'agripper aux corniches. Parmi les objets à collecter, on trouve des munitions, des trousses de soin (petites et grandes), des clés et des artefacts nécessaires pour terminer un niveau. Tous les objets collectés restent dans l'inventaire de Lara jusqu'à leur utilisation. Lara retrouve ses forces grâce aux trousses de soins, les petites restaurant la moitié de la barre de vie et les grandes la soignant en totalité. Chaque niveau contient un ou plusieurs secrets optionnels à découvrir. Lorsque le joueur en trouve un, une mélodie distinctive se déclenche. Ces secrets sont plus ou moins difficiles à atteindre et récompensent généralement le joueur avec des objets supplémentaires,.

## Développement

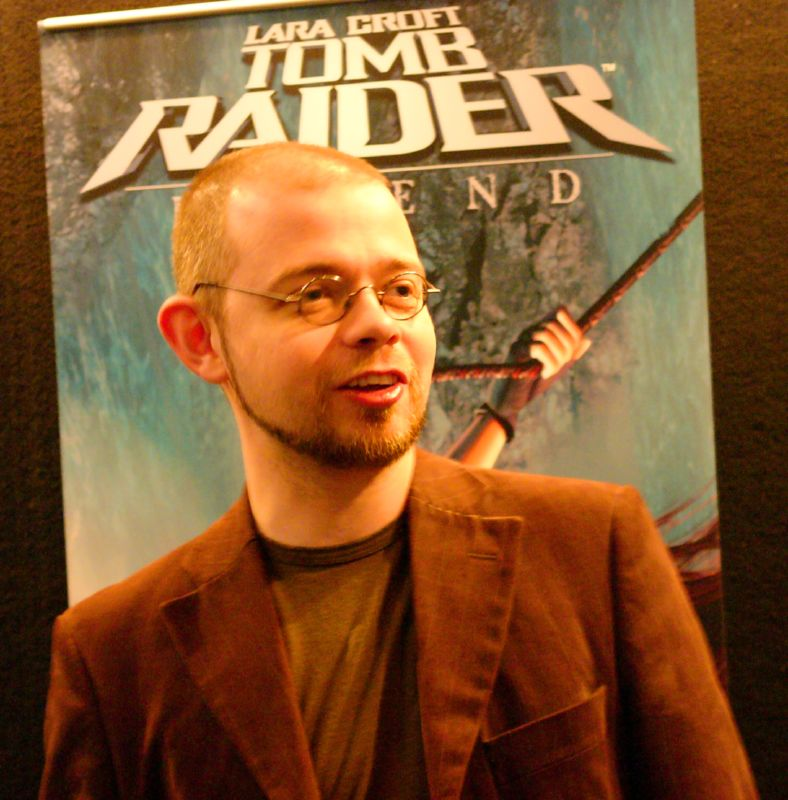
Toby Gard à l'Electronic Entertainment Expo 2005.

### Concept initial et conception
Le concept initial de Tomb Raider naît dans l'esprit de Toby Gard, un employé de Core Design, studio basé à Derby en Angleterre et connu pour ses jeux sur ordinateurs familiaux et consoles Sega,. Lors d'une session de brainstorming en 1994 pour la future PlayStation, Gard propose son idée à Jeremy Heath-Smith, le directeur du studio,. L'équipe entière valide le projet, et Heath-Smith autorise Gard à démarrer le développement après avoir terminé BC Racers sur Sega CD. Le jeu se construit d'abord autour de deux idées fortes : une présentation cinématographique et une expérience en 3D centrée sur son personnage,.
Gard collabore pendant six mois avec Paul Douglas pour affiner le concept et préparer la préproduction. L'équipe s'étoffe ensuite avec six membres clés, dont les programmeurs Gavin Rummery et Jason Gosling, ainsi que les designers de niveaux Neal Boyd et Heather Gibson,,. Leur ambition est de combiner l'esprit d'aventure d'Ultima Underworld avec les personnages 3D innovants de Virtua Fighter. Le projet reste volontairement simple et modeste, avec un budget d'environ 440 000 £. L'ambiance de développement se veut détendue, bien que l'équire subisse des périodes de crunch intensif en fin de production. Pendant ces 18 mois de développement, Core Design change deux fois de propriétaire : racheté d'abord par CentreGold, le studio passe finalement sous le contrôle d'Eidos Interactive en mai 1996, qui devient l'éditeur du jeu,,.
Lors de sa première présentation, le concept art du jeu met en scène un héros masculin fortement inspiré d'Indiana Jones, mais Jeremy Heath-Smith exige un changement pour éviter des problèmes juridiques,,,. Toby Gard imagine alors un système permettant de choisir entre un aventurier et une aventurière dans son document de conception initial,. Confronté à la réalité du double travail d'animation nécessaire, il opte finalement pour son personnage préféré, alors nommé Laura Cruz, qui remplace définitivement le héros masculin avant le début du développement,,,. Malgré les demandes d'Eidos, devenu l'éditeur, d'ajouter à nouveau un personnage masculin optionnel, Gard maintient son choix. Le créateur assume une démarche volontairement à contre-courant des tendances éditoriales, tant pour le gameplay que pour le personnage. Laura subit plusieurs transformations avant de devenir Lara Croft, ce changement de nom intervenant après le veto des dirigeants américains d'Eidos sur Cruz. Les influences de Lara mêlent Tank Girl, Indiana Jones et l'univers du film À toute épreuve de John Woo. Ses proportions anatomiques exagérées résultent d'un choix délibéré de Gard, souhaitant créer une icône caricaturale pour marquer la jeune génération,,.
Dès les premières phases de conception, l'équipe s'accorde sur une atmosphère centrée autour de tombes et de pyramides. Le scénario initial prévoit un groupe rival nommé les « Chaos Raiders », tandis que dans les niveaux grecs, Lara et Pierre devaient entretenir une rivalité moins hostile, s'entraidant même pour résoudre des énigmes. Le personnage de Larson évolue à partir d'un prototype nommé Lars Kruger, un Afrikaner jouant un rôle similaire dans le scénario original. C'est Vicky Arnold, rejoignant l'équipe en 1995, qui se charge finalement de l'écriture du script, travail qu'elle poursuivra sur les suites de la série. À partir de l'ébauche narrative créée par Gard et Douglas, Arnold développe les dialogues et structure un récit cohérent autour des lieux sélectionnés par l'équipe. Si la conception du personnage de Lara et le concept de base reviennent à Gard, c'est Arnold qui donne chair à l'univers en développant la majeure partie des détails narratifs additionnels,.

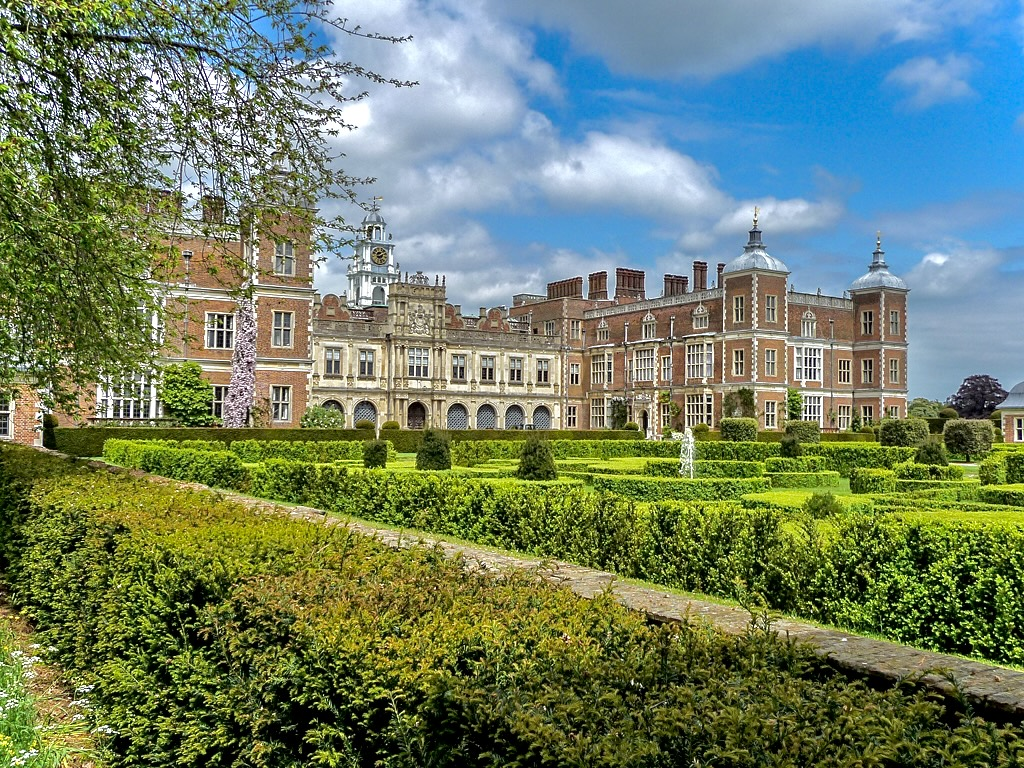
Hatfield House, qui a servi d'inspiration pour le Manoir des Croft.

Le système de plates-formes s'inspire largement de Prince of Persia, avec un hommage appuyé dans la section Atlantide où l'ennemi Doppelgänger reprend le concept du « Shadow Man ». Le choix d'opposer principalement Lara à des animaux répond à trois impératifs : familiariser progressivement le joueur avant d'introduire des éléments fantastiques, simplifier l'animation et la programmation, et éviter une violence trop humaine qui aurait mis mal à l'aise l'équipe. Si le combat occupait une place centrale dans le concept initial, il cède progressivement le pas aux énigmes et à l'escalade. L'équipe utilise stratégiquement le placement des ennemis pour faire basculer l'atmosphère de l'aventure vers l'horreur. Neal Boyd laisse sa marque avec les séquences les plus difficiles, comme les niveaux du Palais de Midas, et les pièges mortels instantanés. Le souci d'authenticité historique guide la sélection des lieux archéologiques. Boyd et Gibson puisent dans la documentation sur les civilisations inca, grecque et égyptienne pour façonner les trois premiers environnements, après l'abandon d'un niveau initialement prévu à Angkor Vat. Le manoir des Croft, conçu par Gard en un week-end, s'appuie sur des photographies de demeures géorgiennes tirées d'un livre de référence non identifié, complétant cette alchimie entre réalisme historique et game design innovant.

### Plate-formes et techniques
Le jeu est développé simultanément sur trois plateformes : Sega Saturn, MS-DOS (PC) et PlayStation,. Jason Gosling supervise la programmation de la version Saturn, tandis que Paul Douglas explique que le code de base est identique pour les trois versions, avec simplement une couche supplémentaire de codage spécifique à chaque plateforme. Si Sony Europe valide rapidement le projet, Sony America rejette initialement le concept, demandant plus de contenu et une meilleure qualité,. Douglas attribue cette réaction négative à une soumission trop précoce du projet par Core Design. L'équipe retravaille alors la conception et produit une version sur le matériel Sony qui finit par obtenir l'approbation mondiale. Pour la version Saturn, Sega négocie une exclusivité temporaire en Europe, conduisant à une sortie anticipée sur cette plateforme. Cet accord intervenant en fin de développement, l'équipe doit finaliser la version Saturn six semaines plus tôt que prévu, imposant des heures supplémentaires aux développeurs déjà sous pression.
Après la sortie de la version Saturn, plusieurs bugs affectant toutes les versions du jeu sont découverts. Grâce à l'exclusivité temporaire, l'équipe corrige ces problèmes pour les versions PlayStation et PC. Deux bugs notables persistent cependant dans toutes les versions : le « corner bug » permettant d'escalader les murs en sautant répétitivement dans les angles, et un bug empêchant le jeu de reconnaître la collecte d'un secret dans le niveau final. En 1997, Core Design entame des négociations avec Nintendo pour porter le jeu sur Nintendo 64 et commence les préparatifs en anticipant un accord. Entre 1996 et 1997, Paul Douglas envisage de repenser les mécaniques de jeu pour exploiter le stick analogique de la manette Nintendo. Cependant, l'équipe ne reçoit jamais les kits de développement nécessaires, et le projet est finalement abandonné lorsque Sony conclut un accord d'exclusivité pour les futurs Tomb Raider sur PlayStation jusqu'en 2000,.
À l'époque, un jeu d'action-aventure en 3D à la troisième personne comme Tomb Raider constitue une innovation sans précédent. L'équipe de développement passe plusieurs mois à chercher comment concrétiser la vision de Toby Gard avec les limitations techniques du matériel disponible, particulièrement pour les interactions entre le personnage et des environnements ouverts,. Le jeu utilise un moteur sur-mesure, conçu par Paul Douglas avec l'aide de Gavin Rummery, une pratique courante à l'ère des jeux 32-bits où Core Design avoue avoir initialement « quelque peu tâtonné ». Rummery développe l'éditeur de niveaux permettant une création fluide, et fait le choix crucial d'un système de grille comme élément clé ayant rendu le jeu réalisable. Les mouvements de Lara sont méticuleusement animés à la main plutôt qu'en capture de mouvement, l'équipe privilégiant une uniformité, impossible à obtenir avec les technologies de capture de mouvement de l'époque,.
L'éditeur de niveaux est conçu pour permettre aux développeurs d'effectuer des ajustements rapides et précis sur des zones spécifiques,. L'inspiration pour cette structure de salles interconnectées vient directement des tombes égyptiennes à multiples chambres, particulièrement celle de Toutânkhamon. Le recours à un système de grille s'impose comme une nécessité technique, dictée à la fois par les tanks controls basés sur la croix directionnelle et par la technologie de rendu par polygones quadrilatères de la Saturn. Le processus de création des niveaux suit alors une méthodologie précise : d'abord une construction définissant les liens entre les différentes zones et les murs, puis l'ajout progressif des éléments architecturaux, des pièges, des ennemis, et enfin de l'éclairage. Malheureusement, des contraintes de temps et techniques forcent l'abandon des zones extérieures initialement prévues, limitant l'expérience principalement à des environnements intérieurs,.
L'équipe opte pour une perspective à la troisième personne, estimant ce style de jeu sous-représenté comparé aux FPS comme Doom. Ce choix implique des défis techniques importants, notamment pour le contrôle du personnage et de la caméra. Le système utilise quatre angles prédéfinis qui basculent dynamiquement selon la position de Lara et la progression dans le niveau. Durant les phases de navigation et de combat, la caméra reste fixée sur un point précis tout en pivotant autour du personnage. Le système de combat avec deux pistolets est présent dès les premiers prototypes. Le mécanisme de visée fonctionne avec chaque bras ayant son axe de tir propre, convergeant vers une zone optimale où les deux armes touchent la même cible. Pour les environnements aquatiques, les effets sont générés via un ombrage de Gouraud créant en temps réel des ondulations et jeux de lumière,.

### Audio
La musique de Tomb Raider est composée par Nathan McCree, alors employé en interne chez Core Design. Son inspiration principale puise dans la musique classique anglaise, une approche directement influencée par ses discussions avec Toby Gard sur la personnalité de Lara. McCree opte ainsi pour un thème principal simple et mélodique, construit autour d'un motif de quatre notes qui deviendra récurrent dans toute la série,. Le morceau Where The Depths Unfold, qui accompagne les séquences sous-marines, présente une particularité : faute de budget pour enregistrer un vrai chœur, McCree utilise des synthétiseurs et y intègre astucieusement des enregistrements de sa propre respiration pour recréer l'illusion d'un chœur humain. Pour chaque composition, le musicien reçoit une brève description du contexte d'utilisation, puis travaille en totale autonomie. Les contraintes de temps étant drastiques, toutes les musiques sont intégrées dans le jeu dans leur version initiale, sans possibilité de réécriture,.
À contre-courant des standards de l'époque, Tomb Raider n'utilise pas de musique en continu. Les compositions de McCree interviennent uniquement par touches, lors de moments clés soigneusement sélectionnés pour maximiser leur impact dramatique. Ce choix laisse une large place aux bruitages d'action, aux ambiances sonores et aux vocalisations de Lara, d'autant plus perceptibles qu'ils ne doivent pas rivaliser avec une bande-son permanente. McCree explique cette approche singulière par les délais extrêmement serrés : contraint de composer rapidement sans savoir où ses morceaux seraient placés, il crée des pièces autonomes que les développeurs répartissent ensuite stratégiquement dans le jeu, constatant que cette utilisation ponctuelle renforce leur efficacité. Pour recréer des sonorités symphoniques crédibles malgré les limitations techniques, McCree utilise la carte d'expansion orchestrale Roland Corporation conçue pour les claviers de la série JV, un compromis ingénieux entre ambition musicale et contraintes matérielles,.
La voix anglaise de Lara Croft revient à Shelley Blond, choisie après trois mois de recherches intenses par Core Design. Son agent lui fait enregistrer une bande d'essai qui lui vaut le rôle. « On m'a demandé une voix neutre, sans émotion, dans le style "James Bond au féminin" », se souvient-elle. Elle ajoute : « J'aurais pu ajouter plus d'inflexions, mais ils tenaient à ce ton particulier, et ils avaient raison. Mon rôle était de donner vie à leur vision du personnage ». Le doublage s'étale sur quatre à cinq heures d'enregistrement, incluant grognements, cris et bruits d'effort. Blond ne reprendra pas son rôle pour les suites. En 2011, elle évoque des désaccords avec Core Design et Eidos, avant de préciser en 2016 qu'elle avait dû décliner une proposition ultérieure pour raisons professionnelles. Elle autorisera la réutilisation de ses bruitages, tandis que Judith Gibbins reprendra les dialogues,.

## Commercialisation

### Sorties
L'annonce de Tomb Raider en 1995 s'accompagne d'une grande discrétion des développeurs sur les détails du projet. Ce n'est qu'à l'E3 1996, avec la présentation d'une démo jouable, que le jeu attire l'attention massive de la presse et du public. Une campagne marketing d'envergure se met alors en place, étonnamment menée sans implication directe de l'équipe de Core Design, ce qui suscite des sentiments mitigés chez les créateurs,. Bien que l'ampleur du succès à venir reste alors imprévisible, l'accueil enthousiaste lors des salons laisse présager un futur triomphe. Pour incarner Lara Croft lors des événements promotionnels, Eidos engage d'abord Natalie Cook comme modèle officiel, avant de la remplacer en 1997 par Rhona Mitra — jugée plus en phase avec les ambitions transmédias du personnage — qui conservera ce rôle jusqu'en 1998,. L'apogée de cette stratégie marketing culmine durant l'été avec un événement presse organisé sur des sites archéologiques égyptiens, une opération dont l'audace stupéfie même ses organisateurs, notamment Susie Hamilton qui avoue son étonnement face à la réussite de ce pari ambitieux,.
Tomb Raider connaît une sortie échelonnée selon les plateformes et les régions. La version Saturn ouvre le bal en Europe le 24 octobre 1996,, suivie par un lancement simultané des versions Saturn, PlayStation et MS-DOS en Amérique du Nord le 14 novembre 1996. L'Europe doit patienter jusqu'au 22 novembre pour découvrir les éditions PlayStation et PC. Des correctifs ultérieurs permettent d'adapter la version MS-DOS à Windows 95. La plateforme Steam accueille finalement le jeu le 29 novembre 2012, bien que la version PC souffre initialement d'un bug supprimant la musique en jeu. Au Japon, Victor Interactive Software publie les versions console en 1997 sous le titre Tomb Raiders. Des rééditions numériques voient le jour sur PlayStation Network, d'abord en Amérique du Nord en août 2009, puis en Europe un an plus tard. Un projet de remaster des trois premiers opus par Realtech VR avorte finalement, la société n'ayant pas obtenu l'autorisation préalable de Square Enix, alors détenteur des droits.

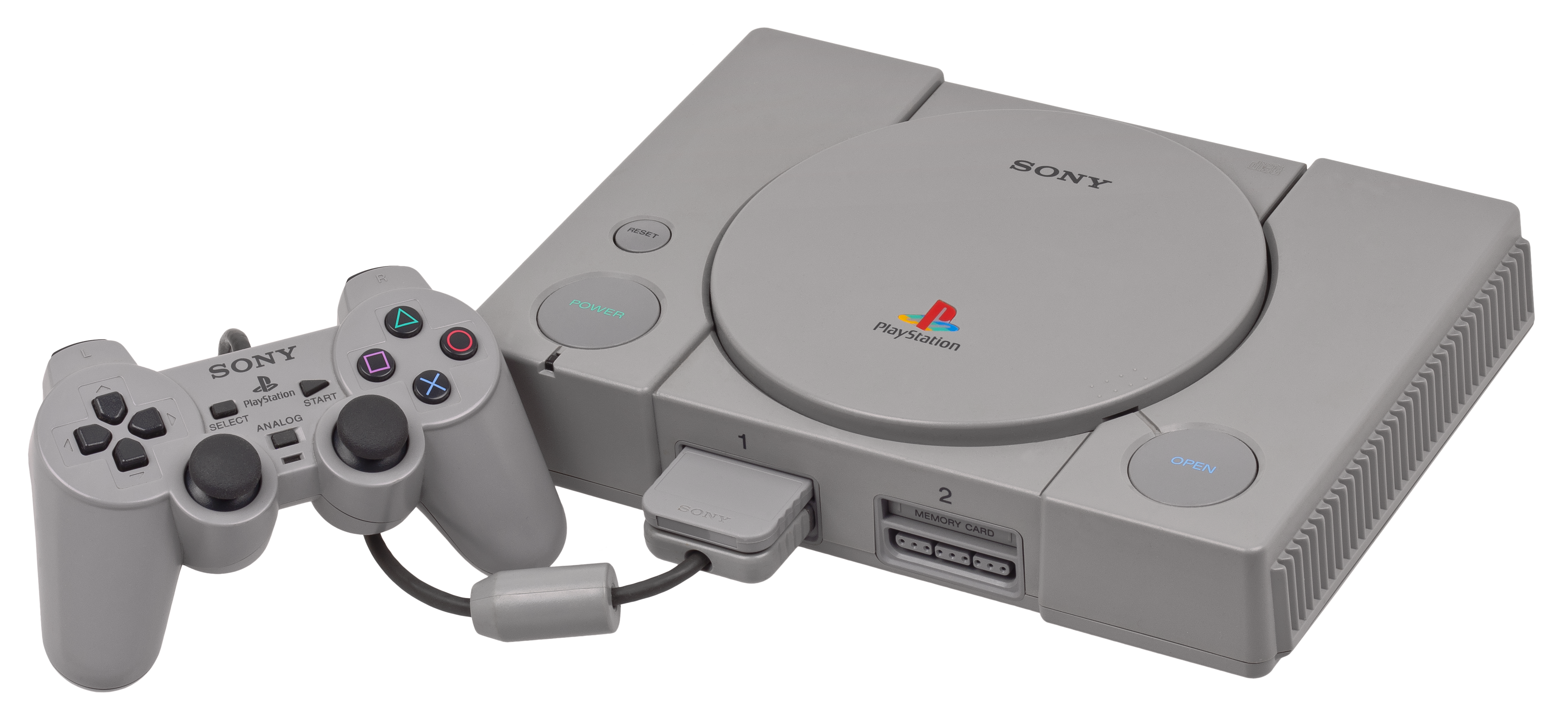
La PlayStation avec une DualShock.

En 1997, Tomb Raider s'étend avec l'extension Unfinished Business proposant quatre nouveaux niveaux pour la version Windows, accompagnés de teasers pour Tomb Raider II. L'année suivante, ces niveaux deviennent disponibles en téléchargement, tandis qu'une édition baptisée Tomb Raider Gold sort le 20 mars 1998, combinant le jeu original et le contenu additionnel,. Sous la direction de Phil Campbell, un transféré de Core Design après l'annulation d'un autre projet,, l'extension propose deux expériences distinctes : Unfinished Business offre un épilogue alternatif et plus exigeant dans les ruines de la pyramide atlante, peuplée de mutants et centrée sur des séquences de plates-formes complexes; Shadow of the Cat naît quant à lui de l'inspiration tirée d'une statue de chat du niveau Khamoon, développant tout un univers égyptien autour de la déesse Bastet et du thème des neuf vies félines. Malheureusement, des problèmes de droits empêchent l'inclusion de ce contenu Gold dans les rééditions ultérieures.
Le jeu arrive sur Mac OS le 16 mars 1999 grâce à un portage réalisé par Aspyr à partir de la version Tomb Raider Gold. En juillet 2002, Handango publie une adaptation pour Pocket PC,. Il devient ensuite un titre de lancement pour la N-Gage, disponible dès le 7 octobre en Amérique du Nord et le 10 octobre en Europe,,. Ces deux versions portables sont développées par Ideaworks3D. Square Enix propose ensuite une adaptation pour iOS le 17 décembre 2013, incluant les niveaux supplémentaires de l'édition Gold. Elle est également portée sur Android en avril 2015, complétant ainsi la disponibilité du titre sur les plateformes mobiles modernes.

### Nude Raider
L'histoire de Tomb Raider connaît un épisode controversé avec l'apparition du mod Nude Raider, créé par des fans qui, une fois installé sur la version PC du jeu, affiche Lara Croft entièrement nue. En 1999, Core Design envisage sérieusement des poursuites judiciaires contre les sites hébergeant ces images modifiées, arguant vouloir « protéger leurs nombreux jeunes fans qui pourraient tomber sur ces images en cherchant simplement des informations sur Tomb Raider ». Eidos envoie des lettres de mise en demeure pour faire valoir ses droits d'auteur, ce qui conduit à la fermeture de plusieurs sites diffusant ces images. Une rumeur persistante affirme l'existence d'un code de triche officiel permettant de dénuder Lara, bien que les développeurs aient fermement refusé cette idée proposée par la direction. En réponse à cette polémique, Core Design intègre dans le jeu suivant un code secret censé afficher Lara nue, mais qui la fait en réalité exploser lorsqu'il est activé, tournant ainsi en dérision les demandes des joueurs les plus insistants.

## Accueil

### Accueil critique
Lors de sa sortie en 1996, Tomb Raider reçoit un accueil unanimement élogieux de la part de la presse spécialisée,,,. Les critiques saluent notamment la richesse de ses mécaniques de contrôle,,, ses graphismes révolutionnaires pour l'époque,,,, ainsi que ses environnements soignés et immersifs,,. Le dosage entre phases d'exploration, résolution d'énigmes et combats occasionnels est particulièrement apprécié pour maintenir une tension constante tout au long de l'aventure,,.
À sa sortie, Tomb Raider est salué pour son gameplay novateur, combinant exploration, résolution d'énigmes et combat dans un environnement en 3D,. Les critiques de l'époque, comme celles des magazine PC Gamer ou Edge, soulignent la fluidité des mouvements de Lara Croft et la précision des contrôles, malgré une caméra parfois jugée capricieuse,. Le système de déplacement en grille invisible, bien que contraignant pour certains, est reconnu pour son approche méthodique, ajoutant une dimension tactique aux plateformes. La gestion des munitions et des ressources, ainsi que les combats contre des animaux sauvages et des créatures mythologiques, sont également appréciés pour leur équilibre entre tension et récompense. Ryan MacDonald de GameSpot compare le jeu à un mélange réussi entre les énigmes de Resident Evil, l'action intense de Loaded et une liberté de mouvement inédite en trois dimensions. 
L’univers de Tomb Raider marque les joueurs par son ambiance immersive et ses décors variés, allant des jungles sud-américaines aux temples antiques en passant par des grottes obscures. Les critiques, notamment dans Computer Gaming World, louent la qualité des environnements en 3D, jugés « d'une richesse rare pour l'époque »,. La conception sonore, avec ses bruits d'ambiance et sa musique minimale mais efficace, contribue à renforcer le sentiment d'isolement et d'aventure,. Cependant, certains critiques notent une certaine répétitivité dans les textures et une distance de dessin limitée, défauts techniques typiques des jeux de cette génération.
Si l’intrigue de Tomb Raider est considérée comme simple mais efficace, elle sert surtout de prétexte à l’exploration et à l’action. Next Generation souligne que le scénario, bien que peu développé, offre suffisamment de mystère pour motiver la progression. Cependant, c’est le personnage de Lara Croft qui capte véritablement l’attention,. Décrite comme une « aventurière charismatique » par GameSpot, elle s’impose rapidement comme une figure mémorable, malgré des dialogues parfois rudimentaires. Son design stylisé et son attitude impassible face au danger suscite des réactions contrastées, certains y voyant une icône féminine forte, d’autres une fantaisie masculinisée,.
Les critiques sont partagées quant aux différentes versions du jeu. Plusieurs d'entre eux estiment la version PlayStation comme supérieure à la version Saturn. GameSpot souligne que les graphismes y sont plus nets, tandis que GamePro lui attribue systématiquement un demi-point supplémentaire dans chaque catégorie d'évaluation, malgré la performance honorable de la version Saturn. Cependant, Next Generation estime les différences entre les deux versions trop minimes pour justifier une analyse séparée. Electronic Gaming Monthly, qui ne teste que la version PlayStation, confirme cette similarité en affirmant que les deux versions offrent une expérience de jeu identique, avec des graphismes quasi-identiques. Une analyse rétrospective menée par Digital Foundry désigne cependant la version Saturn comme la moins aboutie, pointant du doigt son taux de rafraîchissement inférieur et une qualité sonore dégradée par rapport aux autres plateformes. Concernant la version PC de Tomb Raider, Next Generation lui attribue une note modérée, la recommandant principalement aux nouveaux joueurs de la série, les fans de longue date pouvant se contenter de télécharger les niveaux supplémentaires directement depuis le site officiel du jeu.

### Ventes
À sa sortie, Tomb Raider atteint à trois reprises la première place des ventes britanniques, établissant un record, et contribue grandement au succès de la PlayStation. L'année précédente, Eidos Interactive avait enregistré une perte avant impôts de près de 2,6 millions de dollars. Le succès du jeu permet à l'entreprise de réaliser un bénéfice de 14,5 millions de dollars en un an. L'un des jeux les plus vendus sur PlayStation, il est parmi les premiers à intégrer la série « Platinum » du catalogue de Sony, et son succès fait de Tomb Raider II le jeu le plus attendu de 1997. Fin 1997, 2,5 millions d'exemplaires ont été écoulés dans le monde. La version Sega Saturn connait également un franc succès, devenant l'une des meilleures ventes du système lors des fêtes de fin d'année 1996.
En août 1998, la version PC du jeu reçoit le prix « Platine » du VUD allemand, tandis que l'édition PlayStation décroche l'« Or ». Ces distinctions récompensent respectivement des ventes de 200 000 et 100 000 unités en Allemagne, Autriche et Suisse,. Au premier trimestre 1997, Tomb Raider se classe neuvième jeu console le plus vendu aux États-Unis, avec 143 000 exemplaires écoulés, ce qui en fait le titre PlayStation le plus populaire du moment. Au total, le jeu s'est vendu à plus de 7 millions d'exemplaires à l'échelle mondiale,. Tomb Raider et sa suite, Tomb Raider II, restent les deux jeux les plus vendus de la franchise jusqu'au reboot de 2013.

### Distinctions

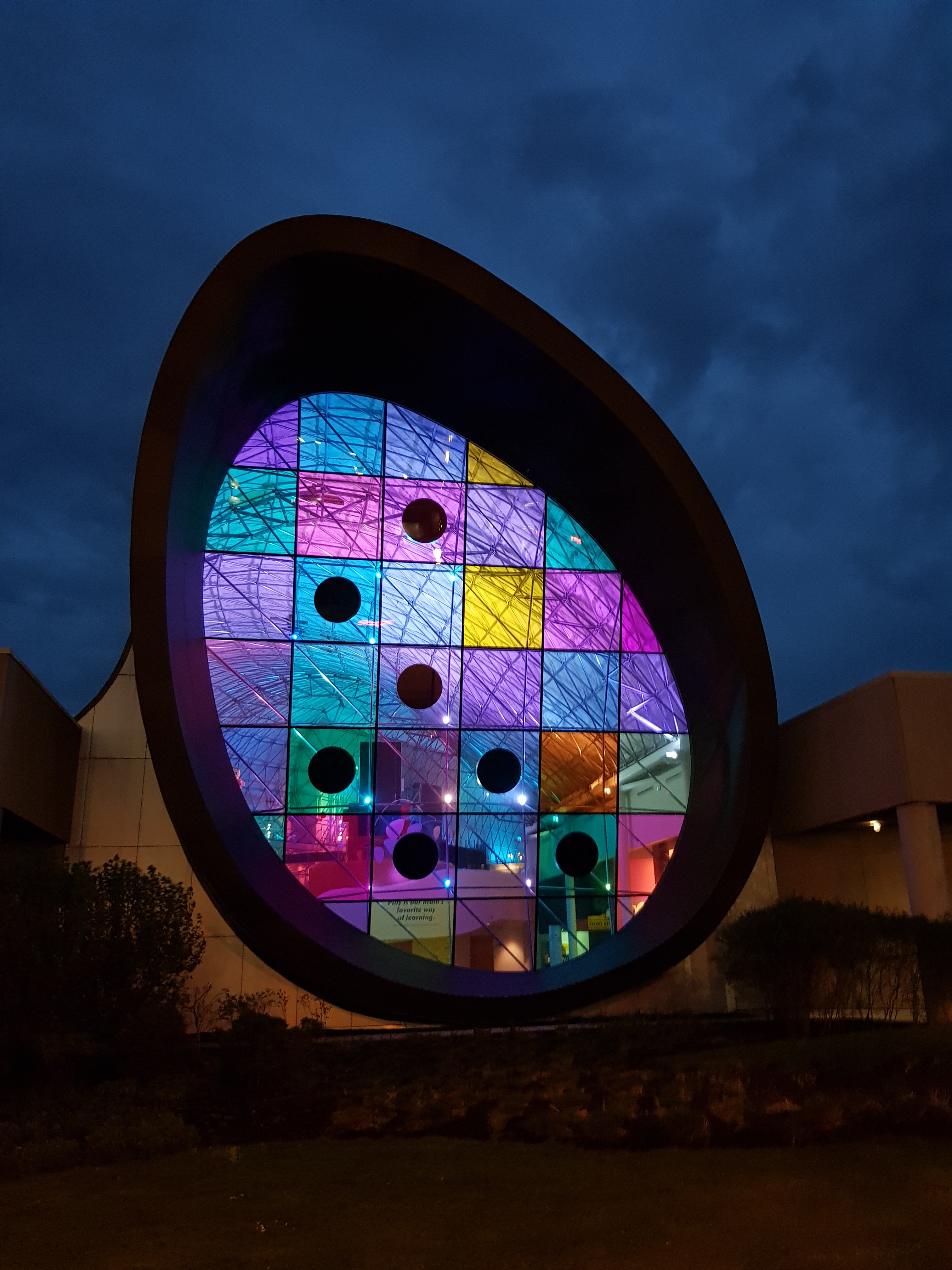
Le World Video Game Hall of Fame.

En 1999, Next Generation classe Tomb Raider 22e dans son palmarès des « 50 meilleurs jeux de tous les temps », soulignant que sa conception de niveaux et sa direction artistique offrent une véritable sensation d'exploration et d'accomplissement. En 2001, GameSpot inclus le jeu dans sa liste des « 15 jeux les plus influents de l'histoire », estimant qu'il a servi de modèle à de nombreux jeux d'action-aventure en 3D et contribué à populariser les cartes graphiques 3D sur PC. En 2004, l'Official UK PlayStation Magazine le désigne quatrième meilleur jeu de tous les temps. Tomb Raider partage d'ailleurs le titre de « Jeu du mois » dans Electronic Gaming Monthly avec la version Saturn de Street Fighter Alpha 2, les critiques le considérant comme la meilleure sortie PlayStation du moment. Next Generation voit en lui une aventure aussi captivante que les meilleurs films d'Hollywood, prédisant qu'il marquera durablement sa génération de consoles et influencera de nombreux titres à venir. Moins d'un an après sa sortie, Electronic Gaming Monthly classe la version PlayStation à la 54e place des meilleurs jeux vidéo de tous les temps, mettant en avant ses vastes environnements captivants à explorer. En 1998, PC Gamer le positionne comme le 47e meilleur jeu PC jamais édité, le qualifiant de « divertissement exceptionnel et pièce majeure de l'histoire du jeu vidéo moderne ». En 2001, Game Informer l'intègre à son classement des 100 meilleurs jeux de l'histoire, soulignant l'aura unique de Lara Croft qui séduit autant les joueurs que le grand public.
Le jeu remporte de nombreuses récompenses de « Jeu de l'année » décernées par des publications spécialisées majeures. En 1998, il reçoit l'Origins Award du meilleur jeu informatique d'action de 1997. L'année suivante, Toby Gard et Paul Douglas sont récompensés par un BAFTA Award pour leur contribution exceptionnelle à l'industrie grâce à la création de la franchise. En 2018, The Strong National Museum of Play intronise Tomb Raider au World Video Game Hall of Fame.

## Postérité

### Suites
La suite du jeu, Tomb Raider II, en est au stade de conception alors que le développement de Tomb Raider touche à sa fin. Sous la pression d'Eidos Interactive, Core Design développe un nouveau Tomb Raider chaque année entre 1997 et 2000, ce qui met l'équipe sous tension. Ces difficultés culminent avec le développement problématique de Tomb Raider : L'Ange des ténèbres sur PlayStation 2. Face à l'accueil critique mitigé et aux ventes décevantes, Eidos Interactive confie la franchise à un autre studio qu'il possède, Crystal Dynamics, qui relance la série en 2006 avec Tomb Raider: Legend,,. En 2007, pour le dixième anniversaire du jeu, Crystal Dynamics développe un remake de cet opus, intitulé Tomb Raider: Anniversary,. Gard participe à l'écriture de l'histoire, enrichissant à la fois le récit principal et la caractérisation de Lara,. Ce remake, co-développé par Crystal Dynamics et Buzz Monkey Software, est intitulé Tomb Raider: Anniversary et sort en 2007 sur PlayStation 2, Windows, PlayStation Portable, Xbox 360 et Wii,,.
Le jeu original et l'extension Unfinished Business sont réédités dans Tomb Raider I–III Remastered, une version remasterisée en haute définition pour Nintendo Switch, PlayStation 4, PlayStation 5, Windows, Xbox One et Xbox Series. Sorti le 14 février 2024, ce jeu est développé et édité par Aspyr en partenariat avec Crystal Dynamics. Il propose de nouveaux schémas de contrôle et des graphismes retravaillés,.

### Impact
Après la sortie de Tomb Raider, Lara Croft elle-même devient une icône du jeu vidéo, bénéficiant d'une promotion médiatique sans précédent. Celle-ci est rapidement devenue l'une des figures les plus reconnaissables du divertissement, souvent comparée à des personnages comme Indiana Jones. Son design et sa personnalité suscite alors autant d'admiration que de controverses, certains critiques soulignant une sexualisation excessive, tandis que d'autres y voient un symbole d'émancipation féminine dans un milieu alors très masculin,. Le succès du jeu a engendré une franchise médiatique étendue, incluant des suites, des films, des bandes dessinées et des produits dérivés. Lara Croft transcende ainsi le jeu vidéo pour devenir une icône pop, présente dans des campagnes publicitaires, une apparition en couverture du magazine The Face, des demandes de sponsoring émanant d'entreprises extérieures et même des études universitaires sur la représentation des femmes dans les médias,,,. Le niveau de sophistication atteint par Tomb Raider, combinant des graphismes de pointe, une bande-son atmosphérique et une approche cinématographique du gameplay, est alors inédit,,,. Enfin, le jeu a contribué à populariser le genre de l'exploration archéologique fantastique, inspirant des titres comme Uncharted des années plus tard. Son héritage perdure, avec des rééditions et des hommages réguliers, confirmant son statut de classique intemporel,.
Bien que Gard apprécie son travail chez Core Design, il souhaite avoir un plus grand contrôle créatif et désapprouve la manière dont Eidos utilise Lara Croft dans le matériel promotionnel, mettant l'accent sur sa sexualité au détriment de sa caractérisation dans le jeu. Gard et Douglas quittent Core Design en 1997 pour fonder leur propre studio, Confounding Factor,. Cela suscite des sentiments mitigés parmi les membres restants de Core Design, déjà engagés dans le développement du prochain opus de la série. En 2004, Gard déclare qu'il aurait aimé produire une suite, mais constate que Lara a évolué loin de son concept original, ce qui le laisse incertain sur la manière de la traiter. Il finira par revenir à la franchise avec Tomb Raider: Legend,.
L'intérêt des fans pour le jeu perdure bien après sa sortie originale. En 2016, le développeur Timur Gagiev commence à travailler sur OpenLara, un portage open source du moteur de Tomb Raider. Les avancées de ce projet permettent au jeu d'être adapté sur de nombreuses plateformes modernes et rétro, comme la 3DO Interactive Multiplayer, la 32X, la Xbox, l'iPhone et la Nintendo 3DS. En janvier 2022, une version pour Game Boy Advance est publiée, attirant l'attention de plusieurs médias,,,.